# Вихідний (пісня DZIDZIO)
Вихідний — пісня українського музичного гурту «DZIDZIO» із альбому «DZIDZIO SUPER-PUPER», що вперше з'явилася 22 листопада 2017 року. Автор слів Михайло Хома, автор музики Михайло Хома.

## Популярність
Пісня одразу стала хітом на радіостанціях України.
Входить до ТОП-50 найпопулярніших україномовних пісень на YouTube.

## Музичний кліп
Кліп з'явився на Youtube з'явився одночасно з піснею 22 листопада 2017 року. Кліп знятий у гумористичному ключі.
Ідея створення цього відео належить М. Хомі. На це його надихнули пошуки графічного дизайнера, які він раніше оголосив у своїх соцмережах.
Зйомки тривали близько 30 годин, а декорації кімнат та офісу спеціально будували 3 дні.
В основі сюжету лежить історія про талановитого та креативного дизайнера, який любить трохи прокрастинацію, і відкладає важливі замовлення до самого дедлайну.
Режисер кліпу — Леонід Колосовський.
Оператор — Владислав Воронін.
Художник-постановник — Василь Бекман.